# Leptopyrum
Leptopyrum es un género de plantas con flores con tres especies perteneciente a la familia Ranunculaceae. Se distribuyen por China, Kazajistán, Corea, Mongolia y Siberia.
Es una planta herbácea caduca con rizoma y con las ramas decaídas. Los tallo con 1-2 hojas. Las hojas son alterna y con varias basales. Las inflorescencias son terminales en cimas o umbelas. Las flores son hermafroditas, tubulares  y actinomorfas, con 5 sépalos petaloides blancos y 2-3 pétalos bilabiados y 10-15 estambres. Las semillas de 4-14 son de color marrón oscuro, brillantes y rugosas.

## Especies seleccionadas
- Leptopyrum fumaroides
- Leptopyrum generale
- Leptopyrum tenellum

- Datos: Q3545192
- Especies: Leptopyrum